# Pop'n music 5
pop'n music 5 (ポップンミュージック 5 Poppun myūjikku 5?) es la quinta entrega de la saga de Pop'n music. Fue lanzado en noviembre de 2000 en su versión arcade, y salíó su versión para PlayStation en noviembre de 2001. El juego tiene proximadamente 55 canciones en su versión arcade, mientras que la versión CS tiene unas 63 canciones en total.

## Nuevas características
- Primer Pop'n Music en contar con Internet ranking, Challenge mode y 5-Line.
- Primer videojuego en solo salir para PlayStation.
- Último videojuego en limitar ciertas canciones por Stage.
- Primera aparición del nivel EX (abreviatura de Extra), un nuevo nivel de dificultad superior a HYPER. Solo disponible en el Extra Stage.
- Nivel de 7 botones eliminado, los botones de 5 y 9 botones ya no son más recortes de este último: El nivel de 5 botones tiene su propio orden de notas totalmente diferente al de 9 botones.
- En la versión CS cuenta por primera vez con la sección Omake, galería de imágenes que se obtienen tras jugar cada set en modo Challenge.
- Por primera vez, el videojuego cuenta con opciones de modificación del juego, las cuales son High Speed, Random, Mirror y Hidden.
- Aparte de mostrar la barra de dificultad, ésta también ahora muestra el rango de dificultad, lo que ahora es más fácil diferenciar la dificultad.
- Segunda entrega que también contiene un key disc para desbloquear las versiones Append disc de Pop'n music 3 y Pop'n music 4.

## Modos de juego
- Normal: Es el modo normal del juego que consta de nueve botones. Disponible tres canciones por set.
- 5Line: Este modo consiste en el nivel de 5 botones. La pista de las notas se limitan a visualizar únicamente las 5 columnas, ocultando los demás que no se utilizan. En las entregas anteriores, estas solamente eran opacadas. Disponible tres canciones por cada set.
- Free2: Se considera un nuevo modo. A diferencia de las dos primeras mencionadas, esta no limita ciertas canciones por stage, incluso se puede jugar la misma canción dos veces. También muestra en la parte inferior de la pantalla, una tabla que muestra la cantidad de Great's, Good's y Bad's que ha conseguido el jugador. Solo tiene dos canciones por set.
- Party: A diferencia de todos los modos anteriores, éste deja caer desde la parte superior de la pantalla varios íconos que al presionarlas, tienen distintas animaciones y efectos que dificultan al jugador.
- Challenge: Es un nuevo modo, el cual el jugador debe seleccionar un challenge (reto en español) por cada stage.[4] Existe una larga cantidad de challenges dentro de varias categorías. Dependiendo de la dificultad de cualquier challenge, se muestra la cantidad de puntos que puede ganar si es que consigue el objetivo y a la vez, completar el stage. La cantidad de puntos se suma al rango de dificultad que tiene la canción, y resulta en total de Challenge Point. Si se consigue ganar suficientes puntos después de los tres stages, el Extra Stage estará disponible inmediatamente.

Al jugar el Extra Stage, el Groove Gauge cambia a toda una barra completa el cual el jugador debe evitar que se vacíe por completo al no acertar las notas y/o no acertarlas a tiempo. Si se vacía por completo, el juego termina automáticamente y el puntaje del set no será grabado.

## Opciones especiales
El en videojuego existen 4 opciones especiales que pueden ser ajustados al momento de haber elegido la canción justo antes de comenzarla. Son los siguientes:
High Speed: Esta opción hace que las notas bajen rápidamente. Solo existe una única velocidad: X2
Mirror: Esta opción hace que las notas estén opuestas a la original, un ejemplo sería que si las notas caen primero de derecha hacia izquierda, esta opción haría que cayeran de izquierda hacia derecha. Se puede activar y desactivar esta opción varias veces.
Hidden: Esta opción se considera la más difícil, ya que las notas se desvanecen antes de llegar al fondo de la pantalla, haciendo que el juego sea más complicado. Puede ser habilitado y deshabilitado varias veces.
Random: Como su nombre lo dice, cuando está activado, las notas caen al azar de manera ordenada, provocando mucha dificultad al jugador.

## Lista canciones
La siguiente lista muestra lo siguiente:

### Canciones Nuevas
| Nombre                                                   | Género              | Artista                           | Personaje           | Disponible en Arcade | Disponible en PlayStation |
| Canciones 1st Stage                                      | Canciones 1st Stage | Canciones 1st Stage               | Canciones 1st Stage | Canciones 1st Stage  | Canciones 1st Stage       |
| -------------------------------------------------------- | ------------------- | --------------------------------- | ------------------- | -------------------- | ------------------------- |
| 龍舞~DRAGON DANCE                                        | NEW AGE             | WORLD SEQUENCE                    | KAREN               | Sí                   | Sí                        |
| クチビル                                                 | ALLEGRIA            | 中山マミ                          | José                | Sí                   | Sí                        |
| 西新宿清掃曲                                             | PERCUSSIVE          | サイモンマン                      | Mr.KK               | Sí                   | Sí                        |
| power plant                                              | J-TEKNO 2           | youhei                            | SHOLLKEE            | Sí                   | Sí                        |
| 君が好きだよ ～守って守ってあげるから・・・Folky Version | POWER ACO           | 新堂敦士                          | MAKOTO              | Sí                   | Sí                        |
| BICYCLE                                                  | MONDO POP           | sugi&reo                          | Sugi★kun            | Sí                   | Sí                        |
| LA LA LA LA YO-DEL                                       | JODLER              | DJ Simon                          | CLARA               | Sí                   | Sí                        |
| Drivin' High                                             | CIRCUIT             | Force083                          | Hayata              | No                   | Sí                        |
| ファーストステップ                                       | IDOL POP            | KAORI                             | MOE                 | No                   | Sí                        |
| Step in Space                                            | CLASSIC 5           | Waldeus vön Dovjak                | HAMANOV             | No                   | Sí                        |
| Shooting Star                                            | BALLAD              | 岡めぐみ                          | Rachel              | No                   | Sí                        |
| ポップン音頭                                             | ONDO                | 高田香里                          | Pop'n All? Stars    | No                   | Sí                        |
| うるとら★ボーイ                                          | TECHNO KAYOU        | V.C.O. featuring Yuko Asai        | Pino                | No                   | Sí                        |
| 2nd ADVENTURE                                            | EVER POP            | Jimmy Weckl                       | Higurashi           | No                   | Sí                        |
| Canciones 2nd Stage                                      |                     |                                   |                     |                      |                           |
| 映画「SICILLIANA」のテーマ                               | CINEMA              | Q-Mex                             | Kevin               | Sí                   | Sí                        |
| WITHOUT YOU AROUND                                       | US-DANCEPOP         | GEILA.Z                           | JUDY                | Sí                   | Sí                        |
| In a Grow                                                | LATIN POP           | Noriko Fukushima                  | OLIVIA              | Sí                   | Sí                        |
| 天麩羅兄弟                                               | COMIC SONG          | TEMPULA-BROS                      | PIERRE&JILL         | Sí                   | Sí                        |
| Ti voglio bene ancora                                    | ROCK OPERA          | Baleni Stella                     | GRAPPA              | Sí                   | Sí                        |
| Viva!2000                                                | SAMBA               | Marilia&Kaorin                    | NAWOMI              | Sí                   | Sí                        |
| une fille dans la pluie                                  | FRENCH POP          | Fabienne Haber                    | BELLE               | Sí                   | Sí                        |
| Shock of Love                                            | NEO GS              | Kiddy & Sunshine Lovers           | WACKY               | Sí                   | Sí                        |
| ビーマニ戦隊ポップンファイブ                             | SENTAI              | うた:石原慎一 さくし:RYO          | AKAGI TAKAYUKI      | Sí                   | Sí                        |
| Harvest Moon                                             | AOR                 | 植松和俊                          | Paul                | No                   | Sí                        |
| 日曜大工                                                 | D.I.Y.              | Waldeus vön Dovjak                | TOBY-S              | No                   | Sí                        |
| Escapes from your love                                   | CRYSTAL             | 長沢ゆりか                        | AGEHA               | No                   | Sí                        |
| それから                                                 | SKY                 | パーキッツ                        | Poet                | No                   | Sí                        |
| Landmark                                                 | NEWS                | NAKATEK                           | BOY                 | No                   | Sí                        |
| micro dream                                              | LIGHT FUSION        | Mr.T                              | KIKA                | No                   | Sí                        |
| 電波の暮らし                                             | MODERNISM           | Q-Mex feat.フレディー波多江       | MEBAE               | No                   | Sí                        |
| 太陽にほえろのテーマ                                     | 太陽にほえろ        | ♪♪♪♪♪                             | Nyami               | No                   | Sí                        |
| Pink Rose                                                | HEART               | Kiyommy+Seiya                     | JUDY                | No                   | Sí                        |
| Canciones Final Stage                                    |                     |                                   |                     |                      |                           |
| 昇りつめるの                                             | J-RAP               | ASAKO                             | Nyami               | Sí                   | Sí                        |
| ウルトラハイヒール ~I JUST WANNA TELL YOU                | PARAPARA            | dj TAKA feat.ANGEL                | TAMAKO              | Sí                   | Sí                        |
| Homesick Pt.2&3                                          | SOFT ROCK           | ORANGENOISE SHORTCUT              | RIE♥chan            | Sí                   | Sí                        |
| 魔法の扉(スペース★マコのテーマ)                          | ANIME HEROINE       | a.s.a                             | SPACE★MACO          | Sí                   | Sí                        |
| ミュージカル"5丁目物語"よ りオーヴァーチュア             | MUSICAL             | ナヤ～ン & his orchestra          | HOTARU              | Sí                   | Sí                        |
| どうなっちゃったって                                     | HI-TENSION          | チャーミングス                    | LISA                | Sí                   | Sí                        |
| INNOVATION                                               | HEAVY ROCK          | Des-ROW                           | FAT BOY             | Sí                   | Sí                        |
| Sweaty Guys                                              | KG                  | ナメカワ・キミヲとザ・ハイターズ  | SUIT                | No                   | Sí                        |
| セイシュンing                                            | PURE                | くまのきよみ                      | nanako&soramame     | No                   | Sí                        |
| SLOW DOWN                                                | POWER FOLK 4        | 新堂敦士                          | Ash                 | No                   | Sí                        |
| すれちがう二人 Millennium mix                            | BONUS TRACK REMIX   | apresmidi/Millennium Project      | SANAE-chan          | Sí                   | Sí                        |
| I REALLY WANT TO HURT YOU ～僕らは完璧さ Single edit     | POPS REMIX          | SUGI & REO                        | RIE-chan            | Sí                   | Sí                        |
| Hi-Tekno Millennium mix                                  | DANCE REMIX         | Hi-Tekno/Millennium Project       | JUDY                | Sí                   | Sí                        |
| Quick Master Millennium mix                              | J-TEKNO REMIX       | act deft/Millennium Project       | SHOLLKEE            | Sí                   | Sí                        |
| Girls Riot                                               | BRIT POP            | Political Trees                   | Donna               | Sí                   | Sí                        |
| 妖怪Zの唄                                                | HORROR              | ナヤ～ン・ブラザーズ・バンド      | Smile               | Sí                   | Sí                        |
| Tap'n! Slap'n! Pop'n Music!                              | SPECIAL ENDING      | Popper Head                       | Rave girl           | Sí                   | Sí                        |
| Concertare                                               | CLASSIC 4           | Waldeus vön Dovjak                | HAMANOV             | No                   | Sí                        |
| POP-STEP-UP                                              | LESSON              | SOUNDROID                         | Mimi                | Sí                   | Sí                        |
| Candy Blue ~Vocal Best Version                           | POSITIVE REMIX      | 浅井裕子                          | MZD                 | Sí                   | Sí                        |
| fly higher than(the stars) 2 STEP mix                    | NEO ACO REMIX       | DJ Simon                          | Reo-kun             | Sí                   | Sí                        |
| Love Is Strong To The Sky ~V.B.-Remaster                 | GIRLY REMIX         | SAORI                             | MZD                 | Sí                   | Sí                        |
| お江戸花吹雪 TEYAN-day MIX                               | ENKA REMIX          | 高田香里 ReMIXed by SEIYA         | MZD                 | Sí                   | Sí                        |
| Gotta Get My Groove On                                   | SOUL                | good-cool feat. Aundrea L Hopkins | Jessica             | No                   | Sí                        |
| Foundation of our love                                   | TRANCE              | dj TAKA feat. ASAKO               | TRAN                | No                   | Sí                        |
| 翔べ!ガンダム                                            | GUNDAM              | ミッキー・マサシ                  | Nyami               | No                   | Sí                        |
| サナ・モレッテ・ネ・エンテ                               | CUBAN GROOVE        | Togo Project feat. Sana           | VANTAIN             | No                   | Sí                        |
| 熟れた花                                                 | FUNK ROCK           | ミッキー・マサシ                  | SHARK               | No                   | Sí                        |
| 君が好きだよ ～守って守ってあげるから                    | POWER FOLK 3        | 新堂敦士                          | Ash                 | Sí                   | Sí                        |
| une fille dans la pluie 日本語バージョン                 | FRENCH POP J        | 新谷さなえ                        | SANAE♥chan          | Sí                   | Sí                        |

## Canciones Antiguas

### Pop'n Music 4
| Nombre                 | Género        | Artista                                         | Personaje     | Disponible en Arcade | Disponible en PlayStation |
| ---------------------- | ------------- | ----------------------------------------------- | ------------- | -------------------- | ------------------------- |
| TOON MANIAC            | CARTOON       | Theme from "TOON MANIA"                         | Henry         | Sí                   | No                        |
| 恋は天然               | COQUETTISH    | ナチュラルベア                                  | RIE♥chan      | Sí                   | No                        |
| 透明なマニキュア       | NIGHT OUT     | Kiyommy + Seiya                                 | JUDY          | Sí                   | No                        |
| 今宵Lover's Day        | PASSION       | ミッキー・マサシ                                | the KING      | Sí                   | No                        |
| Joy!                   | DO UP         | Reddy Yoko                                      | Mary          | Sí                   | No                        |
| 時代を変えてくTeenage  | TEEN FOLK     | 馬場一嘉                                        | Jyun & Shingo | Sí                   | No                        |
| Cry Out                | VISUAL 2      | good-cool feat. KoHey from Medical Trance Peach | Yuli          | Sí                   | No                        |
| ELECTRONISM            | ANALOG TECHNO | V.C.O.                                          | PAL           | Sí                   | No                        |
| 赤いリンゴ             | GROOVE ROCK   | Lollipop Tonic featuring K                      | Aya           | Sí                   | No                        |
| Nanja-Nai              | KAYOU HOUSE   | NAOwithK                                        | NK2000        | Sí                   | No                        |
| birds                  | AMBIENT       | Sana                                            | SANAE♥chan    | Sí                   | No                        |
| Over The Rainbow       | FRIENDLY      | パーキッツ                                      | Poet          | Sí                   | No                        |
| 愛言葉〜アイコトバ     | KARAOKE       | 課長とマミちゃん                                | 8・Taro&Okon  | Sí                   | No                        |
| 君を壊したい           | POWER FOLK 2  | 新堂敦士                                        | Ash           | Sí                   | No                        |
| HONEまでートトゥナイト | DISCO GIRLS   | good-cool feat. Mickin' & Tackin'               | YUKI          | Sí                   | No                        |
| WE TWO ARE ONE         | SUPER EURO    | LaLa Moore                                      | Elle          | Sí                   | No                        |
| ostin-art              | FUTURE        | ostin-art                                       | ice           | Sí                   | No                        |
| 夢そうてい             | OKINAWA       | Y.Morio & MINEHAHA                              | Mayumi        | Sí                   | No                        |